# Баодин — Тяньцзинь (скоростная дорога)

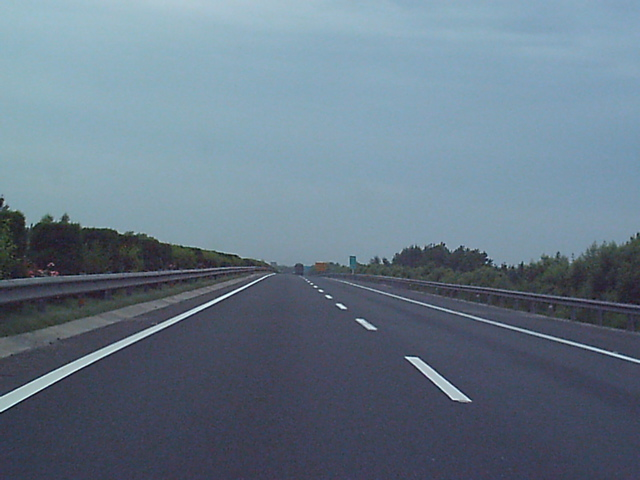
Участок скоростной дороги (июль 2004)

Скоростная дорога Баодин — Тяньцзинь (кит. 保 津 高速公路, пин. Bǎojīn Gāosùgōnglù) — шоссе на севере Китая. Оно связывает Баодин с Тяньцзинем. Было построено в 1995, а в 1999 было открыто для автомобилей. 
Максимальная скорость езды — 120 км/ч (до 2004 была 129 км/ч). В Тяньцзине скоростной лимит составляет 110 км/ч. 
Шоссе начинается на третьей кольцевой дороге Пекина, что в 118 км от Баодина. Заканчивается на внешней кольцевой дороге Тяньцзиня.
Вдоль скоростной дороги можно получить три вида сфер услуг.